# Sinfonia concertante für Violine und Viola Es-Dur
Die Sinfonia concertante Es-Dur KV 364 (320 d) komponierte Mozart in Salzburg im Sommer oder im Frühherbst 1779. Die erste gedruckte Ausgabe erschien 1802 im Verlag Johann André in Offenbach am Main.

## Zur Musik
Satzbezeichnungen
1. Allegro maestoso (4/4)
2. Andante (3/4)
3. Presto (2/4)
Besetzung
2 Solisten (Violine und Bratsche)
2 Oboen, 2 Hörner, Streicher (Violine I/II, Viola) und Basso (Violoncello, Violone, Fagott, Cembalo)
Eine Besonderheit der Bratsche ist die Skordatur, d. h. die Umstimmung der Saiten, die einen Halbton höher gestimmt werden sollen.
Die Kadenzen im ersten und zweiten Satz sind von Mozart notiert.
Aufführungszeit ca. 32 Minuten.

## Rezeption in Musik, Film und Literatur
1808 erschien unter dem Titel Grande sestetto concertante für Streichsextett in der Vienna Stamperia Chimica in Wien eine Bearbeitung für Streichsextett durch einen Anonymus, die inzwischen von Christopher Hogwood herausgegeben und bei Bärenreiter neu verlegt wurde.
Bis in die Anfänge des 20. Jahrhunderts zählte Mozarts Sinfonia zu den Werken, die nur wenigen Spezialisten bekannt waren, bis Lionel Tertis in seinen Bemühungen, der Viola einen angemessenen Platz als Soloinstrument zu schaffen, das Stück in sein Programm aufnahm. 1924 spielte er das Stück zusammen mit Fritz Kreisler, später auch mit anderen Solisten, darunter Adolf Busch, Szymon Goldberg, Eugène Ysaÿe, William Primrose, bevor dieser von der Violine zur Viola wechselte, und vor allem mit dem britischen Geiger Albert Sammons (1886–1957).
Von der Sinfonia concertante gibt es inzwischen eine kaum überschaubare Menge von CD-Einspielungen und Downloads. Der britische Musikwissenschaftler Richard Wigmore hat 2016 in dem Fachmagazin Grammophone eine umfangreiche Liste von Aufnahmen mit detaillierten Kommentaren veröffentlicht.
Mehr oder weniger lange Passagen aus der Sinfonia sind als Filmmusik verwendet worden.
- In Luchino Viscontis vorletztem Film Gewalt und Leidenschaft wird die Sinfonia von Josef Suk, Violine und Josef Kodousek, Viola zusammen mit dem Prager Kammerorchester gespielt.

- Michael Nyman hat den Soundtrack von Peter Greenaways Film Verschwörung der Frauen auf der Grundlage des langsamen Satzes komponiert.[4] Solisten waren Alexander Bălănescu (Violine) und Jonathan Carney (Viola).[5] Protagonisten in Greenaways Film sind drei Frauen über drei Generationen, von denen jede ihren Mann umbringt. Die ersten Takte des Andante erklingen nach jedem erfolgreichen Mord. Der komplette Satz begleitet die Schlusssequenz des Films.[6] Greenaway hatte bereits in seinem ersten Spielfilm The Falls eine eigenwillige Bearbeitung des zweiten Satzes durch Michael Nyman eingesetzt.[7]

- Ebenfalls der zweite Satz wird in Jenseits von Afrika von Sydney Pollack von der Academy of St Martin in the Fields unter Neville Marriner gespielt.[8]
- In Nuri Bilge Ceylans Film Uzak – Weit, in dem der Soundtrack fast ausschließlich aus Naturgeräuschen besteht, unterstreichen sich wiederholende Zitate aus der Sinfonia die melancholische Stimmung des Protagonisten.[9]
- Der erste Satz der Sinfonia wird zu Beginn von Miloš Formans Film Amadeus angespielt. Ausführende sind ebenfalls die Academy of St Martin in the Fields unter Neville Marriner sowie Csaba Erdélyi und Levon Chilingirian als Solisten.
- 1968 komponierte Michel Legrand den Popsong The Windmills of Your Mind auf einem Text von Alan und Marilyn Bergman. Die Eingangsmelodie stammt aus dem Andante-Satz der Sinfonia. Der Song mit dem englischen Text für den 1968 produzierten Film Thomas Crown ist nicht zu fassen, gesungen von Noel Harrison, gewann 1969 den Oscar als Best Original Song und wurde ein internationaler Hit. In dem Remake des Films wird das Lied von Sting gesungen.

William Styron erwähnt in seinem Roman Sophies Entscheidung die Sinfonia: Sophie, die Mozarts Sinfonia concertante im Radio hört, erinnert sich an ihre Kindheit in Krakau und beschließt einen Plattenspieler zu kaufen, der Anfang zur Überwindung ihrer Depression.

## Partitur
- Sinfonia Concertante in Es für Violine, Viola und Orchester: Partitur und kritischer Bericht in der Neuen Mozart-Ausgabe